# Seldsjukker
Seldsjukker (også seldshukker, rigtigere seldjukider) var et tyrkisk dynasti, der herskede i Persien og Forasien i 11.—13. århundrede e.Kr. Slægtens stamfader Seldjuk var høvding for ghusernes stamme, der havde sit hjem i Jaxartes-egnene. Hans sønnesønner Togrul Beg og Tchakyr Beg slog ghaznaviderne, der regerede i det nordlige og østlige Iran, og de bujidiske småfyrster, der herskede i det vestlige Iran og Mesopotamien. Togrul styrtede Bujidernes hovedlinie, der var indehaver af den verdslige magt i Bagdad, og skulle ægte kaliffen Kaïms datter, men døde umiddelbart forinden i 1063. Tchakyr var død allerede i 1059.
De følgende to seldsjuk-sultaner, Tchakyrs søn og sønnesøn Alp Arslan og Melikshâh, hører til Persiens største navne i middelalderen, men under Melikshâhs sønner Barkiârok og Muhammed gik riget stadig tilbage ved indre strid og var oftere en opløsning nær, og efter Muhammeds død faldt rigets vestlige dele fra hinanden i en række småstater under de såkaldte atabeger, mens Melikshâhs yngste søn Sandjar hævdede magten i det østlige Iran. Han var den sidste betydelige hersker af sin slægt, men trods al dygtighed kunne han ikke i længden hævde sig i kampen med de talrige fjender, der omgav hans rige, og med hans efterfølgere gik det seldjukiske rige under.
Et seldjukisk rige i Lilleasien (Ikonium) grundlagdes af Suleiman ibn Kutulmish, til hvem sultan Melikshâh i 1075 overlod det af ham erobrede Lilleasien. Kilidj Arslan 1. gjorde 1097 byen Ikonium (senere Konja) til sin residens. Dette rige, der spillede en rolle i korstogstiden, bestod indtil begyndelsen af det 14. århundrede. De senere sultaner af Ikonium havde dog under mongolernes overhøjhed mistet næsten al selvstændighed.
Mindre seldjukiske riger opstod i Kerman, hvor Tchakyr Begs søn Kavurd havde fået forvaltningen overdraget, og dennes søn Sultânshâh gjorde sig uafhængig, og i Syrien, hvor Melikshâhs broder Tutush erobrede Haleb og Damaskus. Kerman-Riget holdt sig til slutningen af det 12. århundrede. Det syriske seldsjuk-rige holdt sig til lidt ind i det 12. århundrede.